# Juan Mochi
Pour les articles homonymes, voir Mochi (homonymie).
Giovanni Mochi, né en 1829 à Florence et mort en 1892 à Santiago, est un peintre italien principalement connu au Chili sous le nom de Juan Mochi.